# Van Veeteren – Svalan, Katten, Rosen, Döden
Svalan, Katten, Rosen, Döden är en svensk thriller från 2006 i regi av Daniel Lind Lagerlöf med Sven Wollter, Eva Rexed och Thomas Hanzon i huvudrollerna. Filmen, som släpptes direkt på video, hade svensk DVD-premiär den 14 juni 2006.

## Handling
En kvinna blir strypt till döds av sin man under deras semester i Grekland. Två år senare blir Münster kontaktad av en präst som ber honom om hjälp med en misshandlad kvinna. När Münster åker ut till hennes hus upptäcker han att hon är död och har blivit strypt och att mördaren finns kvar i lokalen. Mördaren hinner fly men lämnar efter sig en sällsynt bok på platsen. Boken innehåller en hälsning från den skyldige. Münster och Moreno får hjälp av den pensionerade kommissarie Van Veeteren, numera innehavare av ett antikvariat, och Van Veeteren bedriver egna spaningsuppdrag för att få tag på den skyldige. När flera offer hittas gäller det att finna Maardamsstryparen, innan denne finner nästa offer.

## Om filmen
Den ingår i filmserien om den pensionerade kommissarie Van Veeteren (spelad av Sven Wollter) vid Maardamspolisen och hans två skyddslingar, kriminalinspektörerna Moreno (Eva Rexed) och Münster (Thomas Hanzon). Filmen är regisserad av Daniel Lind Lagerlöf, manus av Niklas Rockström efter Håkan Nessers roman med samma namn.

## Rollista
- Sven Wollter - Van Veeteren
- Thomas Hanzon - Münster
- Eva Rexed - Eva Moreno
- Gerhard Hoberstorfer - Maarten de Fraan/Tomas Gassel/Benjamin Kerran/Peter Zern
- Thomas Oredsson - Rooth
- Tobias Aspelin - Jung
- Björn Bengtsson - Jaan Blauvelt
- Anna Pettersson - Martina Kammerle
- Agnes Hargne Wallander - Monica Kammerle
- Sven Angleflod - Krause
- Philip Zandén - Kommissarie Reinhardt
- Jan Tiselius - Anton Glossa
- Karin Knutsson - Synn
- Marta Oldenburg - Elise De Fraan
- Ulrika Fryckstedt - Greta Paas
- Jan Modin - Peter Zern
- Lotta Östlin Stenshäll - Anna Kristeva
- Cesar Sarachu - Ronald Hirsch
- Levan Akin - barkompis